# Відорадз
Відорадз (пол. Widoradz) — село в Польщі, у гміні Велюнь Велюнського повіту Лодзинського воєводства.
У 1975-1998 роках село належало до Серадзького воєводства.